# سارة وولكر
سارة وولكر (Sarah Walker) ممثلة أسترالية شاركت في مسلسل تلفزيوني أسترالي موجه للأطفال يدعى الشمس الفضية.

## روابط خارجية
- سارة وولكر على موقع IMDb (الإنجليزية)
- سارة وولكر على موقع قاعدة بيانات الفيلم (الإنجليزية)